# Cratere Adrastus
Adrastus è un cratere presente sulla superficie di Dione, uno dei satelliti di Saturno; deve il nome ad Adrasto, re di Argo, uno dei sette contro Tebe e l'unico ad essere tornato vivo dall'impresa.